# 1978 XW
1978 XW är en asteroid i huvudbältet som upptäcktes 6 december 1978 av de båda amerikanska astronomerna Archibald Warnock och Edward L.G. Bowell vid Palomarobservatoriet.